# Trash Yéyé
Albums de Benjamin Biolay
À l'Origine
(2005) La Superbe
(2009)
Singles
1. Dans la Merco Benz
Sortie : 2007
2. Laisse aboyer les chiens
Sortie : 2007

Trash Yéyé est le quatrième album solo de Benjamin Biolay paru en septembre 2007 chez Virgin Music.

## Liste des titres
| No  | Titre                       | Durée |
| --- | --------------------------- | ----- |
| 1.  | Bien avant                  | 4:29  |
| 2.  | Douloureux dedans           | 5:10  |
| 3.  | Regarder la lumière         | 3:42  |
| 4.  | Dans ta bouche              | 3:33  |
| 5.  | Dans la Merco Benz          | 3:09  |
| 6.  | La garçonnière              | 4:32  |
| 7.  | La chambre d'amis           | 4:19  |
| 8.  | Qu'est-ce que ça peut faire | 4:57  |
| 9.  | Cactus Concerto             | 3:59  |
| 10. | Rendez vous qui sait        | 3:17  |
| 11. | Laisse aboyer les chiens    | 5:26  |
| 12. | De beaux souvenirs          | 4:40  |
| 13. | Les Séparés (piste cachée)  | 3:20  |